# Miguel Ángel Guerra
Miguel Ángel Guerra, nascut el 31 d'agost del 1953 a Buenos Aires, Argentina, fou un pilot automobilístic argentí que va arribar a disputar curses de Fórmula 1.

## A la F1
Va arribar a disputar 4 Grans Premis, debutant al Gran Premi de l'oest dels Estats Units del 1981 encara que només es qualificà per a disputar una cursa, el Gran Premi de San Marino del 1981.
| Any  | Equip  | 1           | 2         | 3         | 4         | 5   | 6   | 7   | 8   | 9  | 10  | 11  | 12  | 13  | 14  | 15  | Punts |
| ---- | ------ | ----------- | --------- | --------- | --------- | --- | --- | --- | --- | -- | --- | --- | --- | --- | --- | --- | ----- |
| 1981 | Osella | O.USA · DNQ | BRA · DNQ | ARG · DNQ | SNM · Ret | BEL | MON | ESP | FRA | GB | ALE | AUT | HOL | ITA | CAN | USA | 0 Pts |